# شوتسبرگ
شوتسبرگ (به آلمانی: Schützberg) یک منطقهٔ مسکونی در آلمان است که در یسن (الشتر) واقع شده‌است. شوتسبرگ ۱۴۴ نفر جمعیت دارد.